# Fang Kuo-čen
Fang Kuo-čen (čínsky pchin-jinem Fāng Guózhēn, znaky 方国珍; 1319?–1374) byl jedním z vůdců povstání rudých turbanů na sklonku vlády dynastie Jüan v Číně. Po roce 1348 shromáždil z pirátů a obchodníků loďstvo kontrolující východočínské pobřežní vody, postupně obsadil i pobřeží Če-ťiangu včetně významného přístavu Ning-po. Bojoval proti vojskům jüanské vlády, občas se jí podrobil výměnou za tituly a podporu. Koncem roku 1367 jeho území dobyla vojska království Wu, v lednu 1368 přejmenovaného na říši Ming. Poté se Fang i jeho rodina začlenili do mingské nobility.

## Život
Fang Kuo-čen pocházel z okresu Chuang-jen na pobřeží centrálního Če-ťiangu, narodil se v rodině loďařů, druhý ze čtyř bratrů, zůstal negramotný. Byl vysoký, imponujícího chování, přirozený vůdce.
Jeho rodina byla zapojena do ilegálního obchodu. Roku 1348 byl nařčen ze spojenectví s piráty. Fang muže, který ho obvinil, zabil a pak mu nezbylo než se pirátem skutečně stát. Sebral bratry a stoupence z rodné vesnice a odpluli na moře. Vybudoval silné loďstvo, které žilo z drancování pobřežních měst a vesnic. Koncem 50. let jeho námořnictvo zesílilo na více než tisíc lodí všech velikostí a získalo jasnou převahu na moři.
Roku 1356 získal kontrolu na třemi pobřežními prefekturami Če-ťiangu (Čching-jüan – dnes Čchu-čou, Tchaj-čou a Wen-čou), tedy téměř celým pobřežím Če-ťiangu od Ning-po po severní Fu-ťien. Ning-po a Šao-sing navíc kontrolovaly břehy Changčouského zálivu.
Zdrojem jeho moci byla kontrola námořních cest. Jüanská vláda měla velký zájem o zajištění zásobování Pekingu, svého sídla, po moři. Peking totiž silně závisel na dodávkách rýže z jihu. Pod jüanským tlakem se Fang opakovaně podrobil (v letech 1349, 1353 a 1356), přičemž po čase obnovoval nepřátelství. Při usmířeních s pekingskou vládou pokaždé získal vyšší titul, naposled vévody z Čchu a provinčního kancléře po levici. Jüanský dvůr nakonec fakticky uznal jeho nezávislost výměnou za dodávky rýže z domény Čang Š’-čchenga, který se roku 1357 pod společným tlakem Fanga a jüanských vojsk podrobil říši Jüan a začal zasílat rýži na sever.
Fang neměl jiné než regionální ambice. Jeho moc závisela na rovnováze sil v Číně a uzavření Velkého kanálu více než na jeho vlastní síle. Svou sílu však dovedl využít, byl šikovný diplomat, udržoval vztahy s jüanskou vládou v Pekingu, regionálními jüanskými loajalisty v Chang-čou i Ču Jüan-čangovým režimem v Nankingu, na který nikdy neútočil.
Korektní vztahy s nankingskou vládou se vyplatily roku 1367. Když tehdy koncem roku na jeho území zaútočily Ču Jüan-čangovy jednotky, podrobil se, a pohodlně dožil v Nankingu. Dostal zde úřad, jeho synové funkce v armádě a později dokonce svolení postavit pomník otci.